# NGC 411
NGC 411 је расејано звездано јато у сазвежђу Тукан које се налази на NGC листи објеката дубоког неба.
Деклинација објекта је - 71° 46' 7" а ректасцензија 1h 7m 55,7s. Привидна величина (магнитуда) објекта NGC 411 износи 12,2 а фотографска магнитуда 11,0. NGC 411 је још познат и под ознакама ESO 51-SC19.